# Nerf labial antérieur
Les nerfs labiaux antérieurs sont les branches terminales sensitives du nerf ilio-inguinal qui innervent le mont du pubis et les grandes lèvres chez la femme. Les nerfs équivalents chez l'homme sont les nerfs scrotaux antérieurs.